# Vojna dveh Petrov
Vojna dveh Petrov (špansko: guerra de los Dos Pedros) je bila vojna med Kastiljsko in Aragonsko krono med leti 1356 in 1369. Vojna je dobila ime po monarhih Kastiljske in Aragonske krone, Peter I. Kastiljski in Peter IV. Aragonski. Vzrok za vojno je bilo ozemlje Murcie in vpliv na Mediteranu. Peter IV. je želel svojemu kraljestvu priključiti ozemlje Murcie in imeti prevlado na Mediteranu. Casus belli vojne je bil aragonski napad na dve ladji mesta Piacenza, zaveznika Genovžanov, ki so bili zavezniki Kastiljske krone. 
Vojna je bila serija spopadov med kastiljsko in aragonsko vojsko, vendar pomembnih bitk v tej vojni ni bilo. Shema spopadov se je ves čas ponavljala. Kastiljci so vedno napadli prvi. V aragonskih in valencijskih pokrajinah niso naleteli na upirajoče se prebivalstvo in tako so okupirali aragonsko ozemlje brez težav. Aragonska vojska je za protinapad vedno potrebovala nekaj mesecev. Po srečanju obeh vojsk je sledila kratka bitka. Po bitki so se Kastiljci umaknili in spet začeli načrtovati nov napad, ki pa je imel vedno enak rezultat. Vojna ni potekal neprekinjeno, ampak so jo prekinjali razni sporazumi miru, ki pa nikoli niso bili uspešni. Konflikt med Kastiljsko in Aragonsko krono se je zaključil brez pravega zmagovalca, saj je bil Peter I. umorjen in želje Petra IV. se tudi niso izpolnile.

## Ozadje in vzroki vojne
Eden izmed vzrokov za vojno je bilo vprašanje glede ozemlja Murcie. Spori med Kastiljsko in Aragonosko krono glede ozemlja Murcie so segali v 13. stoletje. Obe kraljestvi sta vedno trdili, da jima Murcia pripada.
Na koncu 13. stoletja sta bili Kastiljska in Aragonska krona v velikih sporih, saj je Jakob II. Aragonski začel boj s Kastiljsko krono za prevlado nad ozemljem Murcie. Aragonski kralj se je vmešal tudi v kastiljsko državljansko vojno. Podprl je Alfonza, vnuka Alfonza X. Kastiljskega, ki je želel izriniti Ferdinanda IV. Kastiljskega s prestola.
Aragonska krona se je, da bi osvojila področje Murcie, povezala s Portugalsko in Granado. Ta koalicija je želela ločiti ozemlje Leona od Kastiljske krone. Kljub trudu se načrti koalicije niso uresničili. Aragonski kroni tudi ni uspelo osvojiti ozemlja Murcie, vendar pa je osvojila področje Alicanta, ki se je priključilo Kraljestvu Valencia in tako Aragonski kroni. Ta pridobitev ozemlja in aragonska podpora pretendentu Alfonzu v Kastiliji je še poglobila spore med Aragonci in Kastiljci.
Nasprotja med Aragonsko in Kastiljsko krono so postajala vse večja. Kot se je Aragonska krona vmešala v kastiljsko državljansko vojno, se je tudi Kastiljska krona vmešala v državljansko vojno Aragoncev. Kastiljci so podprli Ferdinanda Aragonskega, sina Alfonza IV. Aragonskega, ki je želel izpodriniti s prestola Petra IV Aragonskega. Ko je bil Ferdinand Aragonski leta 1348 premagan se je zatekel v Kastilijo, kjer je kasneje v kastiljski državljanki vojni podprl Petra I. Kastiljskega.
Po smrti Alfonza XI. Kastiljskega se je v Kastiljski kroni pojavilo vprašanje nasledstva, saj je ta imel veliko nezakonskih sinov, ki so želeli prestol. Proti legitimnemu nasledniku Petru I. je nastopil njegov polbrat grof Enrique Trastámara. Kljub začetnim uspehom je bil Enrique premagan in se je moral zateči v Francijo. Podpornike Enriqueja je z odprtimi rokami sprejel Peter IV. Aragonski, kar Petru I. seveda ni bilo všeč.
Peter I. je, ko je premagal svoje nasprotnike, začel kovati načrte za osvojitev ozemlja Alicanta, ki je bilo v rokah Aragonske krone. Želel je osvojiti tudi druga aragonska ozemlja. Aragonski kralj je to želel preprečiti, saj se je bal, da bi kastiljski kralj lahko izkoristil to ozemlje za prevlado na Mediteranu. Cilj Petra IV. je bil obdržati svoja ozemlja, osvojiti ozemlje Murcie in tako preprečiti prevlado Kastiljske krone in Genove na Mediteranu.

## Potek vojne

### Prva faza (1356-1361)
Vojna se je začela leta 1356, ko so v navzočnosti Petra I. Aragonci potopili dve ladji mesta Piacenza, zaveznika Génove v pristanišču Sanlúcar de Barrameda. Takoj po tem dogodku je kastiljski kralj ukazal zaplembo vsega premoženja aragonskih trgovcev, ki so se nahajali v Kastiljski kroni. Septembra istega leta je Peter I. osvojil ozemlje Alicanta, vendar za zelo malo časa, saj so se mu prebivalci uprli.
Medtem, ko je kastiljski monarh vladal sam in imel veliko premoženja, je moč aragonskega kralja omejeval politični organ las Cortes. Peter IV. je imel poleg šibke politične moči tudi finančne težave in zato je zaradi vseh teh preprek poklical na pomoč Enriqueja Trastámara in najemniške vojake. Peter I. je zaradi tega dogodka ponovno izkazal podporo Ferdinandu Aragonskemu, ki je želel aragonski prestol. Kljub trudu je imel Ferdinand premalo moči za zasedbo prestola.  
Marca leta 1357 je kastiljska vojska napadla in osvojila kraj Tarazona, vendar za kratek čas. Aragonska vojska je izvedla protinapad in tako so se začeli spopadi med obema vojskama. Ti spopadi niso imeli nobenega rezultata in zato je sledilo premirje, ki pa ga je izkoristil Peter I., saj je začel načrtovati pomorski napad na Aragonsko krono. Kastiljski kralj je v tem času tudi dal ubiti veliko družinskih članov. Poleg tega se je zrahljalo tudi njegovo dobro razmerje z Ferdinandom Aragonskim kar je izkoristil Peter IV. in se pobotal s svojim polbratom Ferdinandom. V tem času je Peter I. dobil ime Kruti. 
Okoli sredine leta 1358 je kastiljski kralj prekinil mirovni sporazum z Aragonko krono in se je povezal s Portugalsko. Aprila 1359 je kastiljska flota skupaj s portugalsko napadla Barcelono, vendar neuspešno. Kastiljska vojska se ni mogla izkrcati in tako do stika z Aragonci sploh ni prišlo. Po napadu na Barcelono se je v vojni končno prikazal polbrat Petra I., Enrique Trastámara. Sledila je bitka pri kraju Araviana, kjer je zmagal Enrique. Aprila 1360 je sledia prva bitka pri kraju Nájera, kjer sta se osebno srečala Peter I. in Enrique. Zmagovalec te bitke je bil kastiljski kralj, ki je pustil, da Enrique po porazu zbeži. V tem času je Peter I. tudi sklenil zavezništvo z Anglijo in se tako vpletel v stoletno vojno. 
Leta 1361 sta kastiljski in aragonski kralj podpisala premirje. Peter I. se je s premirjem strinjal zato, ker mu je z napadom grozila Granada. Po državnem udaru v Granadi leta 1359 je bil na prestolu novi monarh, ki je želele prekiniti zavezništvo s Kastiljsko krono in podpreti Aragonsko krono. Peter I. se ni želel boriti na dveh frontah in zato se je moral odpovedati svojim željam o osvojitvi aragonskih teritorijev. Maja 1361 je s Petrom IV. je podpisal premirje. Odpovedati se je moral svojim ambicijam po aragonskem ozemlju, medtem ko je Peter IV. moral prekiniti svoje zavezništvo z Enriquejem Trastámara, ki se je ponovno zatekel v Francijo.

### Druga faza (1362-1365)
Mir iz leta 1361 ni trajal dolgo, saj je Peter I. umoril monarha Granade, ki je želel napasti Kastiljsko krono in tako podpreti Aragonsko krono. Leta 1362 je kastiljski kralj obnovi svoja zavezništva s Portugalsko, Anglijo in Navarro in ponovno napadel in osvoji številne pokrajine Aragonske krone. Peter IV. se je zato povezal s Francijo in tako je tudi on vstopi v stoletno vojno. Z Enriquejem Trastámara je spet sklenil zavezništvo. V zameno za pomoč Francije in Enriqueja je moral priznati slednjega kot edinega legitimnega kralja Kastiljske krone.
Leta 1363 je Peter I. osvoji Teruel in prišel do Valencie, kjer pa ga je zaustavila aragonska vojska. Sledilo je premirje, ki pa ponovno ni trajalo dolgo časa, saj ga je spet prekinil kastiljski monarh, ko je še enkrat neuspešno napadel Valencio. Kljub porazu je bila premoč kastljske vojske očitna in zato je Enrique hitro zbral najemniške vojake za napad na Kastiljsko krono.

### Tretja faza (1366-1369)
Leta 1366 je Enrique Trastámara napadel Kastilijsko krono. Marca istega leta se je v kraju Calahorra razglasil kralj Kastljske krone in številna mesta so ga podprla. Sledila je osvojitev mesta Burgos, kjer je Enrique praznoval svoje kronanje. Peter I. je odgovoril na te dogodke s sklenitvijo zavezništva z Edvardom Črnim Princem. Sledni mu je ponudil 10.000 vojakov v zameno za Vizcayo.
Zaradi velikega napredka aragonske vojske v Kastiliji, so bila nekatera aragonska mesta osvobojena kastiljske okupacije (Tarazona). Peter IV. si je po številnih porazih končno oddahnil in tako pričakoval zmago v vojni.
Februarja 1367 je čez Pireneje prišla angleška vojska z Edvardom Črnim Princem na čelu v pomoč Petru I. Sledila je druga bitka pri kraju Nájera. V tej bitki je bil Enrique Trastámara ponovno poražen in zato je zbežal v Francijo. Peter IV. je bil v strahu, da bo kastiljska vojska skupaj z angleško ponovno napadla ozemlja njegovega kraljestva in zato je prekinil svoje zavezništvo z Enriquejem. 
Takoj po bitki pri kraju Nájera je Peter I. izgubil angleške zaveznike, saj se je sprl z Edvardom Črnim Princem. Angleške najemniške vojake je tudi nehal plačevati in Edvardu ni predal Vizcaye kot mu je obljubil. Edvard se je zato s svojimi vojaki vrnil v Francijo kar je izkoristil Peter IV. in sklenil mir z Anglijo.

## Konec vojne
Po več kot desetih letih vojne sta bila oba Petra že zelo izmučena in zato sta se odločila skleniti mir, ki sta ga podpisala avgusta 1367. Peter I. se je lahko tako posvetil kastiljski državljanski vojni, Peter IV. pa uporu v kraju Cerdeña. Istega leta jeseni se je Enrique Trastámara vrnil iz Francije in začel pripravljati napad na Petra I. Marca 1369 je sledila bitka pri kraju Montiel, kjer je Enrique umoril Petra I. Vojna dveh Petrov se je tako končala brez pravega zmagovalca. Peteri I. je bil umorjen, Peter IV. pa ni pridobil ozemlja Murcie. Konflikt med Aragonsko in Kastiljsko krono se je popolnoma zaključil šele z mirom, ki je bil sklenjen leta 1375 v kraju Almazán med Petrom IV. in Enriquejem. S tem mirom se je aragonski monarh dokončno odpovedal svojim ambicijam po osvojitvi ozemlja Murcie.